# Гмина

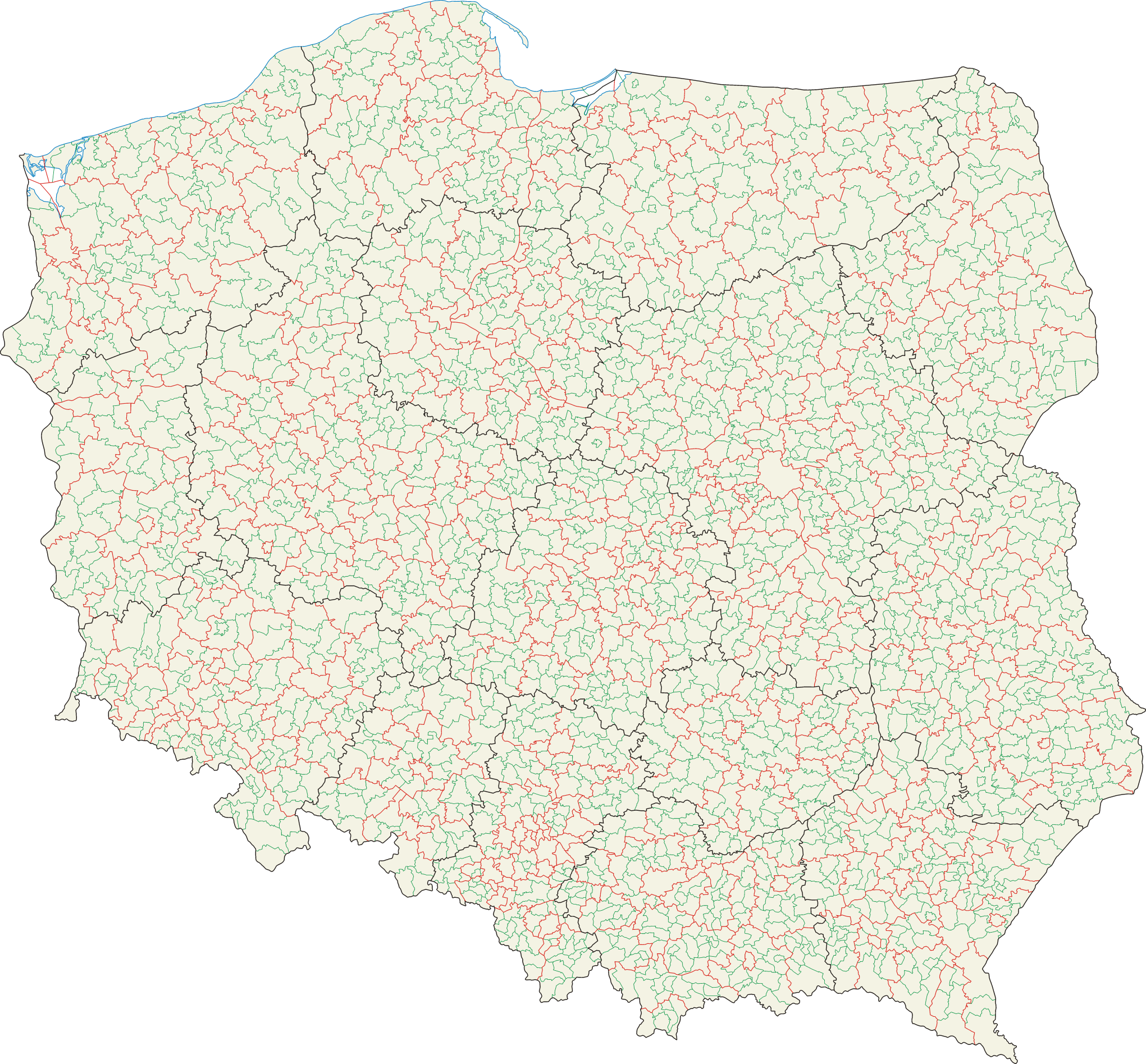
Схема гмин в современной Польше (границы зелёного цвета).

Гми́на (пол. gmina, от нем. gemeinde — «община») — наименьшая административная единица Польши.
Гмина как низшая самоуправляющаяся административная единица существовала в герцогстве Варшавском со времени устройства городских (посадских) и сельских гмин в 1809 году. Всего в Польше по состоянию на 2019 год существует 2 477 гмин.

## История
Гмины как низшие самоуправляющиеся административные единицы были созданы в 1809 году в Варшавском герцогстве для городов и сёл, а затем данное деление территории, по закону от 1813 года, распространили и на всю страну. В 1864 году гминное управление в Привислинском крае было преобразовано. В тот период времени размер гмины составлял 300 — 500 дворов жителей, и была она всесословна, то есть объединяла как помещиков, так и сельское общество. 
Сейчас гмины объединяются в повяты, а те, в свою очередь, - в воеводства. В современной Польше существуют гмины трёх основных типов:
- Городская гмина (gmina miejska) — состоит только из города, обычно достаточно крупного;
- Городско-сельская гмина (смешанная; gmina miejsko-wiejska) — состоит из города и окружающих его деревень;
- Сельская гмина (gmina wiejska) — состоит только из деревень и сельской местности.

Руководство гмины составляют:
- совет гмины, избираемый во всеобщих выборах местного самоуправления;
- правление, избираемое советом гмины и осуществляющее исполнительную власть в гмине.

Председателем сельской гмины является войт (пол. wójt), в небольших городках (местечках) — бурмистр (пол. burmistrz), а в крупных — президент (пол. prezydent).
К компетенции гмины относятся, в частности, начальные школы, детские сады, библиотеки, дома культуры, местный транспорт, гминные дороги, управление рынками, здравоохранение и другое.
Руководство гмины отвечает за порядок и безопасность на своей территории, в её ведении находятся дороги местного значения, организация коммунального хозяйства и так далее. В результате последней реформы[какой?], в компетенцию гмины входят также финансовые средства.
Вспомогательными подразделениями (пол. jednostka pomocnicza) гмины в сельских поселениях являются солецтва, а в городах — оседле и дзельницы.